# Morell de plomall

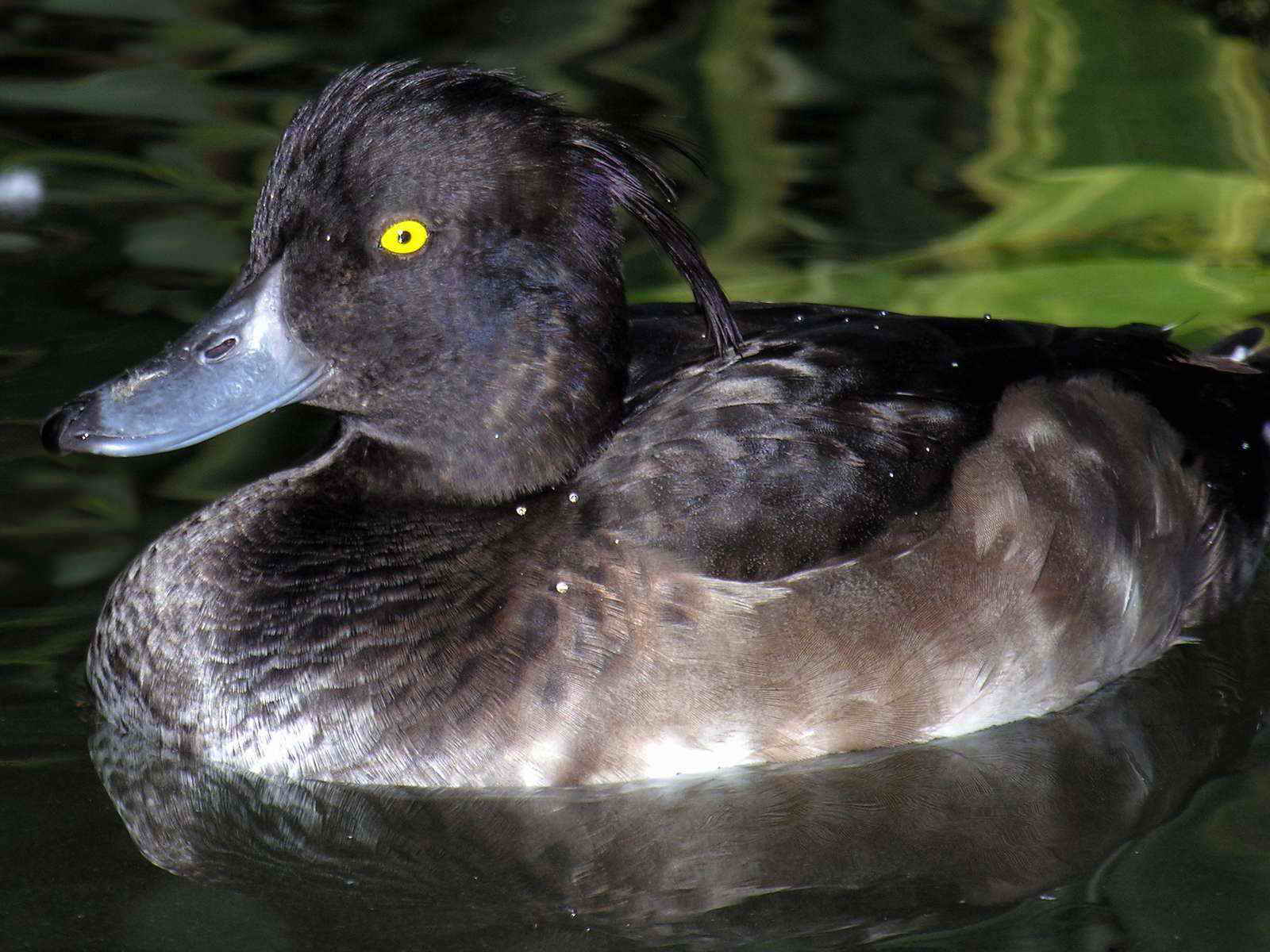
Morell de plomall

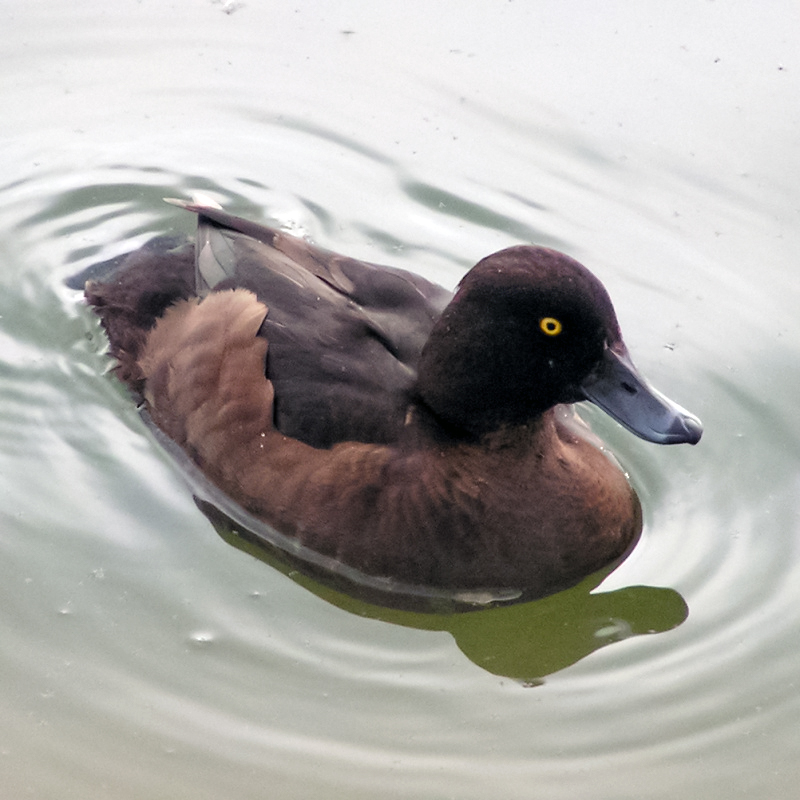
Femella fotografiada a Essex (Regne Unit)

El morell de plomall, morell capellut, moretó de plomall, moretó de puput o boix i àneda de cresta o peixetera a les Balears (Aythya fuligula) és un ocell de l'ordre dels anseriformes.

## Descripció
Fa 43 cm, pesa 0,6-1 kg i té una envergadura alar de 67-72 cm. Ambdós sexes llueixen un plomall al cap. En el mascle, el blanc dels costats contrasta intensament amb el negre de la resta del cos. Tenen Ulls grocsi el bec blavenc curt amb la punta negra.
Fa el niu a terra, hi pon 8-10 ous entre els mesos de maig i agost, i els cova durant 24 dies. Els nounats volen al cap de 45-50 dies.
Es localitza més aviat en aigües fondes, de moviment lent i amb vegetació a les ribes, on pot cabussar-se fins a 3 m, per cercar plantes aquàtiques, crustacis, peixets, caragols, insectes i granotes. És un ocell gregari, forma grans estols a l'hivern i se'l veu barrejat amb el morell cap-roig, però és més escàs. Pot arribar a viure entre 15-18 anys

## Distribució geogràfica
No nidifica als Països Catalans i només se n'hi veuen alguns en migració. Viu a Europa i a l'oest d'Àsia. De vegades, i a l'hivern, visita les costes atlàntiques del Canadà i dels Estats Units.